# Богдановское сельское поселение (Рославльский район)
Богдановское сельское поселение — упразднённое муниципальное образование в составе Рославльского района Смоленской области России.
Административный центр — село Богданово.
Образовано Законом Смоленской области от 28 декабря 2004 года. Упразднено Законом Смоленской области от 20 декабря 2018 года с включением к 1 января 2019 года всех входивших в его состав населённых пунктов в Екимовичское сельское поселение.

## Географические данные
- Общая площадь: 66,44 км²
- Расположение: северо-восточная часть Рославльского района
- Граничит:
  - на северо-востоке — с Сырокоренским сельским поселением
  - на востоке — с МО город «Десногорск»
  - на юго-востоке — с Екимовичским сельским поселением
  - на юго-западе — с Костырёвским сельским поселением
  - на западе — с Починковским районом
  - на северо-западе — с Ельнинским районом
- Крупные реки: Десна.

## Население
| 2011 | 2012 | 2013 | 2014 | 2015 | 2016 | 2017 |
| ---- | ---- | ---- | ---- | ---- | ---- | ---- |
| 465  | ↘455 | ↘445 | ↘434 | ↘427 | ↗432 | ↘424 |
| 2018 | 2019 |      |      |      |      |      |
| ↘407 | ↘394 |      |      |      |      |      |

## Населённые пункты
На территории поселения находилось 7 населённых пунктов.
- Богданово, село
- Богданово, деревня
- Боровцы, деревня
- Городчанка, деревня
- Добрый, деревня
- Колпино, деревня
- Холмец, деревня

## Экономика
Сельхозпредприятия, магазины.